# Arte plebea

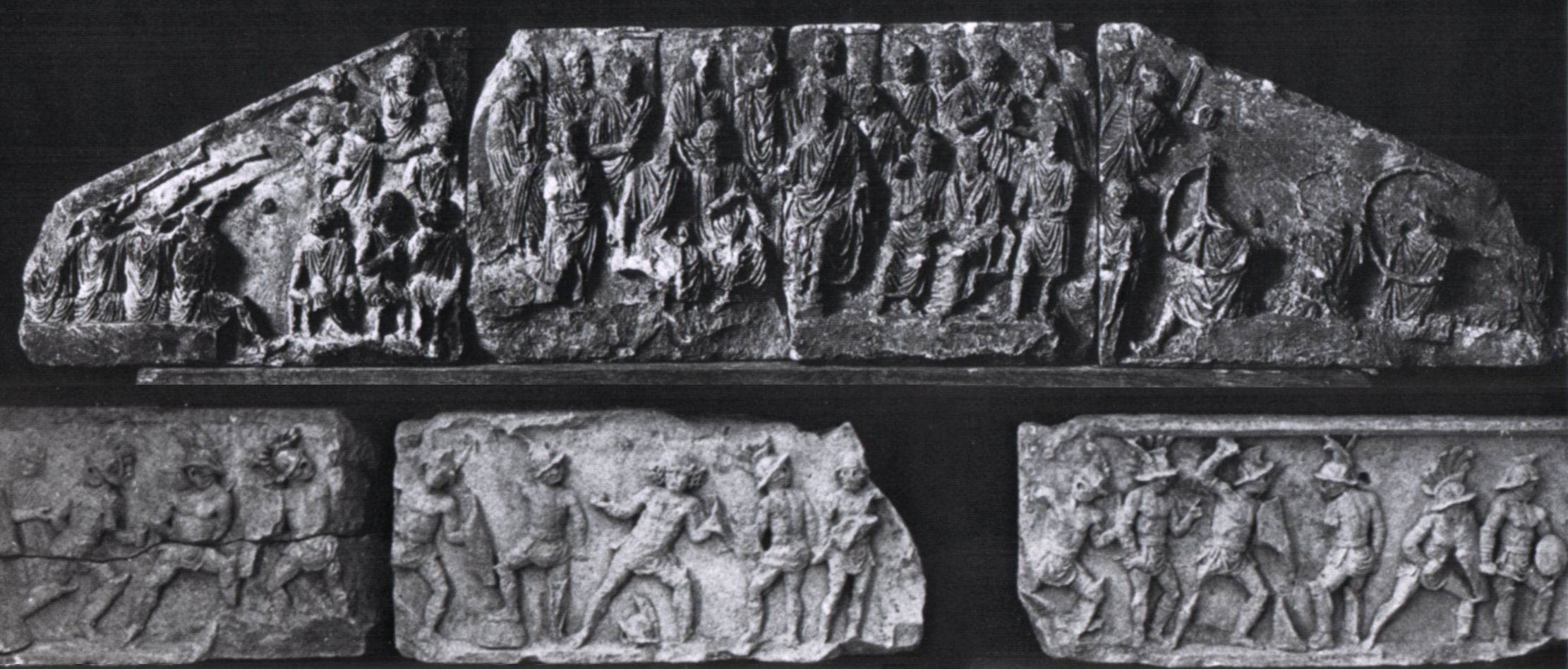
Monumento funerario di Lusius Storax, in stile plebeo (30-50 d.C.)

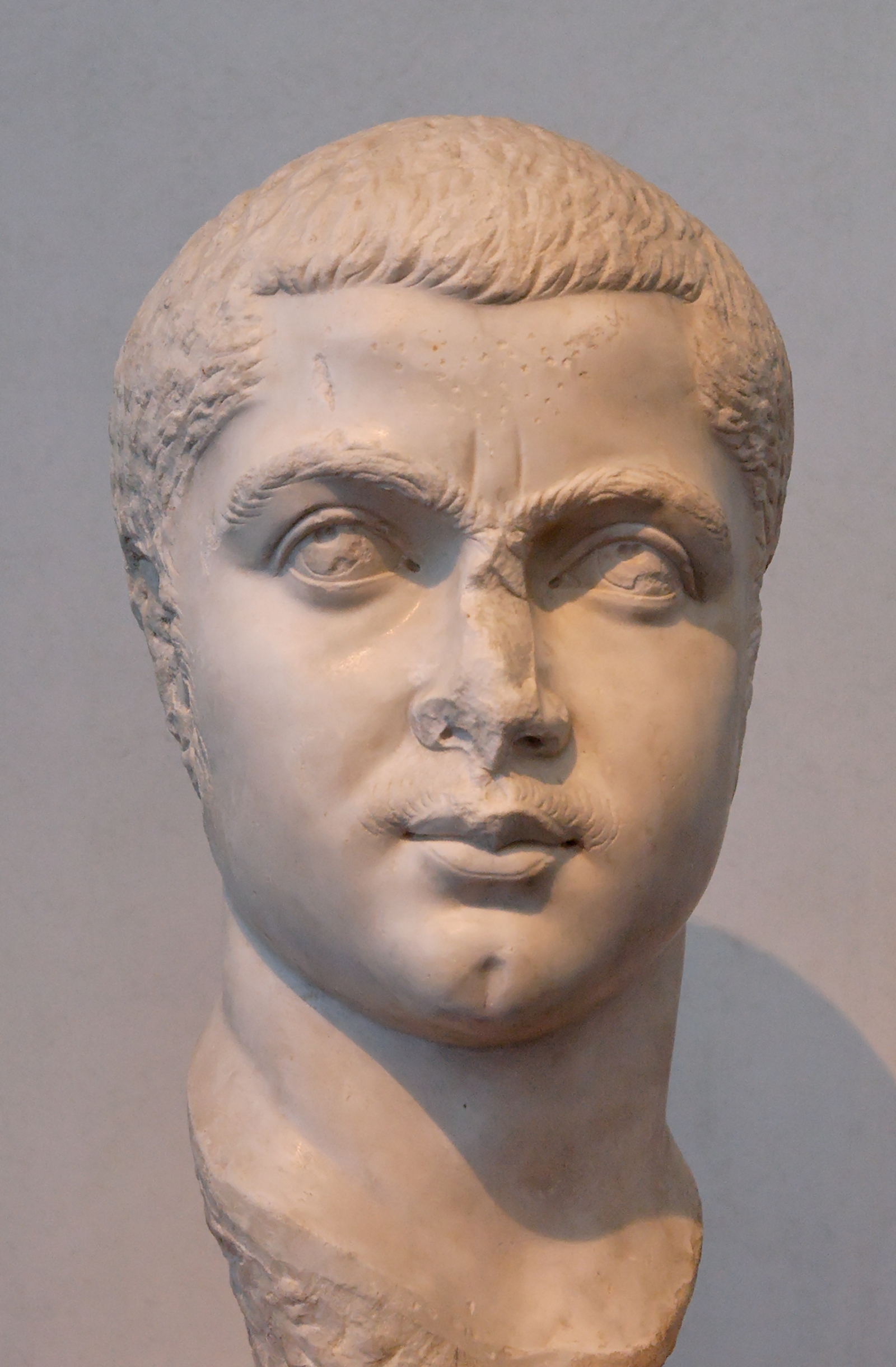
Testa di Gordiano III (III secolo)

Secondo il parere di autorevoli storici dell'arte, l'arte plebea sarebbe una delle tendenze fondamentali dell'arte romana antica, opposta a quella più aulica dell'"arte patrizia".
L'espressione si deve a Ranuccio Bianchi Bandinelli.

## Origini
La società romana fu caratterizzata sin dalle origini da un dualismo, che si è manifestato pienamente anche nella produzione artistica: quello tra patrizi, i più nobili della società romana, e plebei, i più poveri, e quindi tra arte patrizia (o "aulica") e arte plebea (o "popolare"), che in epoca più avanzata è assimilabile all'"arte provinciale" delle zone a nord e a ovest di Roma. Queste due correnti, la cui importanza storica è stata riconosciuta solo nella seconda metà del XX secolo, coesistettero fin dagli esordi dell'arte romana e gradualmente si avvicinarono, fino a fondersi nell'epoca tardoantica. 
L'arte plebea traeva le sue origini da tutta la tradizione artigianale medio-italica, che aveva continuato a essere prodotta anche dopo l'arrivo, massiccio, dell'arte greca in Italia a partire dal III secolo a.C.
Non bisogna considerare l'arte plebea però come esclusivo appannaggio di una particolare classe sociale: è lo stile di chi cercava d'eseguire sculture (e probabilmente anche dipinti, sebbene non ci siano pervenuti) con la minore spesa possibile.

## Caratteristiche
Nell'arte plebea, anziché i problemi della forma e dell'espressione artistica, dominavano alcune esigenze pratiche e immediate, come l'economicità, la celebrazione del committente e del suo cursus honorum (come nel monumento funerario di Lusius Storax, dove un personaggio della "nuova" aristocrazia locale rendeva leggibile a chiunque il proprio status), l'immediatezza della narrazione, la facile leggibilità. Nel fare questo si adottavano alcune soluzioni ingenuamente intuitive, che sacrificavano le regole fondamentali del naturalismo ellenistico per evidenziare alcuni particolari e alcuni significati simbolici: si impostava una dimensione gerarchica delle figure e di alcune parti del corpo (soprattutto la testa), si deformava la prospettiva, si rappresentavano contemporaneamente scene avvenute in momenti diversi, si accentuava l'espressività (per esempio aumentando il chiaroscuro con un largo uso del trapano).

## Arte patrizia e arte plebea
Sarebbe sbagliato volere imporre una gerarchia assoluta tra arte plebea a arte patrizia, essendo animate, a livello generico, da interessi e fini molto diversi: l'arte patrizia si poneva come continuazione della tradizione greca legata al naturalismo; l'arte plebea aveva scopi di celebrazione inequivocabile del committente, di immediata chiarezza, di semplificazione, di astrazione intuitiva, che entreranno nell'arte ufficiale dei monumenti pubblici romani solo dal III secolo-inizi del IV secolo d.C. (a seguito di profondi mutamenti ideali e sociologici), provocando quella rottura con l'ellenismo che confluirà nell'arte medievale. L'arte plebea rappresentò quindi il primo vero superamento dell'ellenismo "ormai priva di slancio e di possibilità di nuovi sviluppi artistici".
Per lungo tempo questo tipo di produzione artistica venne vista come chiaro esempio di decadenza, anche se oggi studi più ad ampio raggio hanno dimostrato come queste tendenze non fossero delle novità, ma fossero invece già presenti da secoli nella produzione artistica romana.

## Influenze nell'arte tardoantica

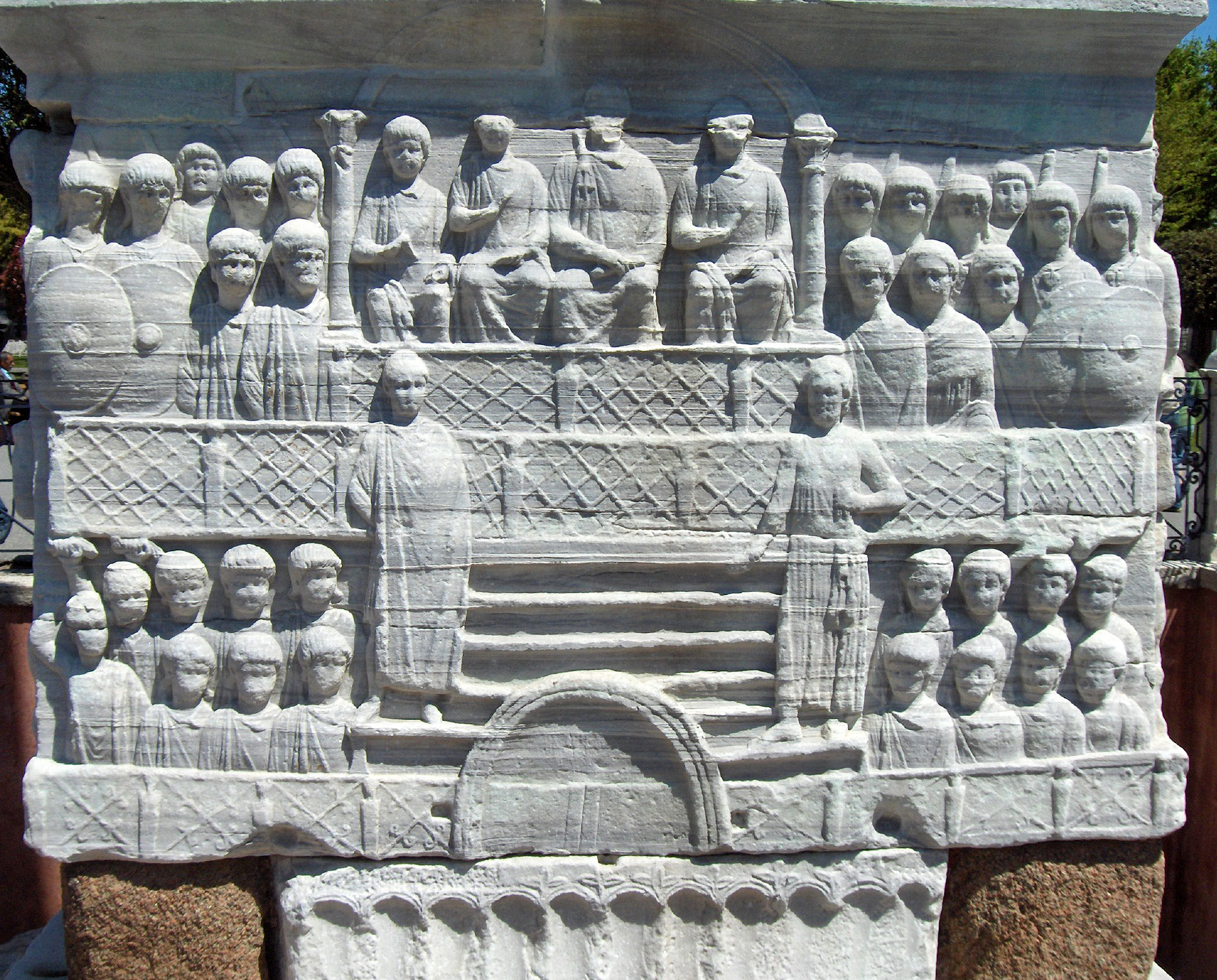
Rilievo dell'obelisco di Teodosio, dimostra come nell'arte tardoantica il filone plebeo entrò nell'arte ufficiale (IV secolo)

Nell'arte tardoantica si iniziarono a scorgere le tracce della corrente plebea inequivocabilmente almeno fin dall'arco di Settimio Severo (appiattimento plastico, affollamento delle scene, forte uso del chiaroscuro), per poi divenire preponderante dall'epoca di Costantino I e di Teodosio I in poi. Anche nei ritratti imperiali di quegli anni si assiste a rappresentazioni innaturali, con attenzione al dettaglio minuto piuttosto che all'armonia dell'insieme (come nella Testa di Gordiano III), idealizzati, con sguardi laconici dai grandi occhi (come nella Statua colossale di Costantino I). Non interessava più la rappresentazione della fisionomia, ma ormai il volto imperiale doveva esprimere un concetto, quello della santità cristiana del potere, inteso ormai come emanazione divina.